# Eutrope-Barthélemy de Cressac
Eutrope-Barthélemy, vicomte de Cressac, né le  12 février 1777 à Paris - mort le 11 octobre 1844 au château de la Touche à Marnay (Vienne), est ingénieur des mines et homme politique français.

## Biographie
Il est le fils d'Eutrope de Cressac, banquier expéditionnaire en cour de Rome, et Louise Praxede Jeanne Hazon, elle même fille de Michel-Barthélemy Hazon. Il est le neveu de Charles Etienne Coquebert de Montbret.
Il est ingénieur en chef des mines lorsqu'il est élu, le 25 février 1824, député du premier arrondissement de Poitiers. Il est chargé, le 7 février 1825, d'un rapport sur le projet de loi relatif à l'exploitation de la mine de sel gemme de Vic. Tous ses votes sont favorables au ministère Villèle. Réélu, le 17 novembre 1827, il siège, comme précédemment, dans la majorité royaliste jusqu'en Juillet 1830.
Créé baron de l'Empire le 25 avril 1809, il reçoit du gouvernement de la Restauration, le 26 juillet 1826, le titre de vicomte.